# 尚普莱
尚普莱（法語：Champlay，法語發音：[ʃɑ̃plɛ]）是法国勃艮第-弗朗什-孔泰大区约讷省的一个市镇，属于欧塞尔区。

## 地理
尚普莱（47°57'4"N, 3°26'29"E）面积21.08 平方千米，位于法国勃艮第-弗朗什-孔泰大區约讷省，该省份为法国中北部内陆省份，西接卢瓦雷省，西北接塞纳-马恩省，南至涅夫勒省，东临科多尔省，东北与奥布省接壤。
与尚普莱接壤的市镇（或旧市镇、城区）包括：茹瓦尼、埃皮诺莱沃夫、拉罗什-圣西德鲁瓦纳、托隆河畔帕鲁瓦、瑟南、瓦尔拉维永、蒙托隆。

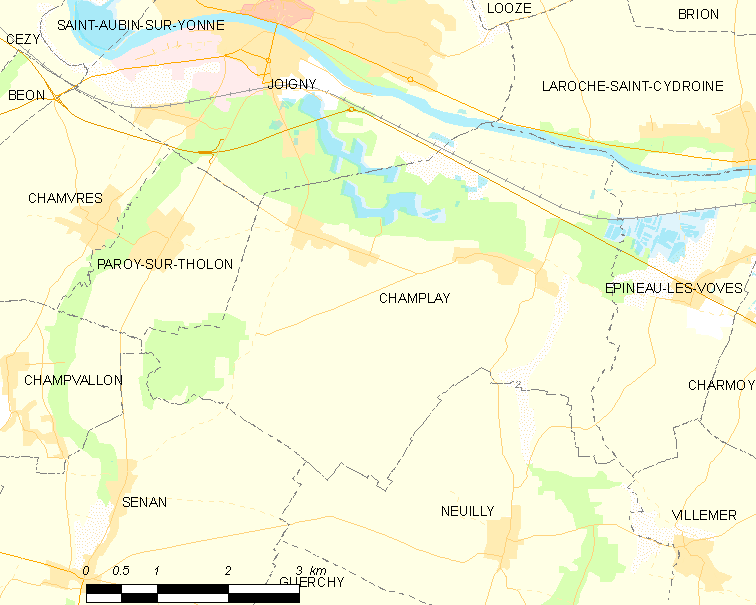
尚普莱的OSM定位图

尚普莱的时区为UTC+01:00、UTC+02:00（夏令时）。

## 行政
尚普莱的邮政编码为89300，INSEE市镇编码为89075。

## 政治
尚普莱所属的省级选区为茹瓦尼县。

## 人口

1962-2008年间尚普莱人口变化图示

尚普莱于2022年1月1日时的人口数量为757人。